# Sandstorm (pojazd)

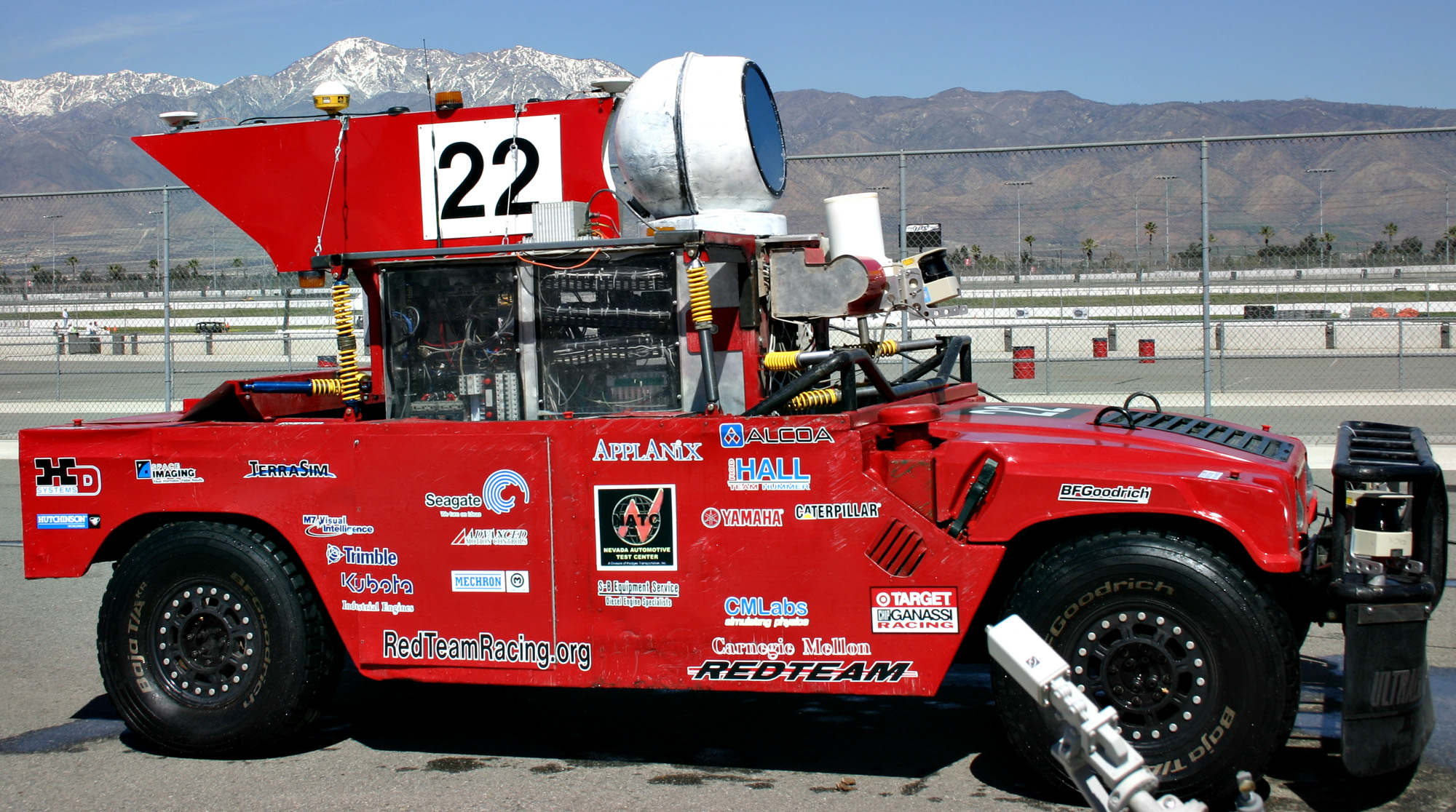
Sandstorm przed wyścigiem kwalifikacyjnym 2004 do DARPA Grand Challenge

Sandstorm – pojazd robot. Stworzonym przez Carnegie Mellon University's Red Team, jest cięższą modyfikacją pojazdu 1986 model 998 HMMWV. Startował w DARPA Grand Challenge w 2004 i 2005. Siostrzanym projektem jest pojazd – H1ghlander.